# Pati dels Tarongers

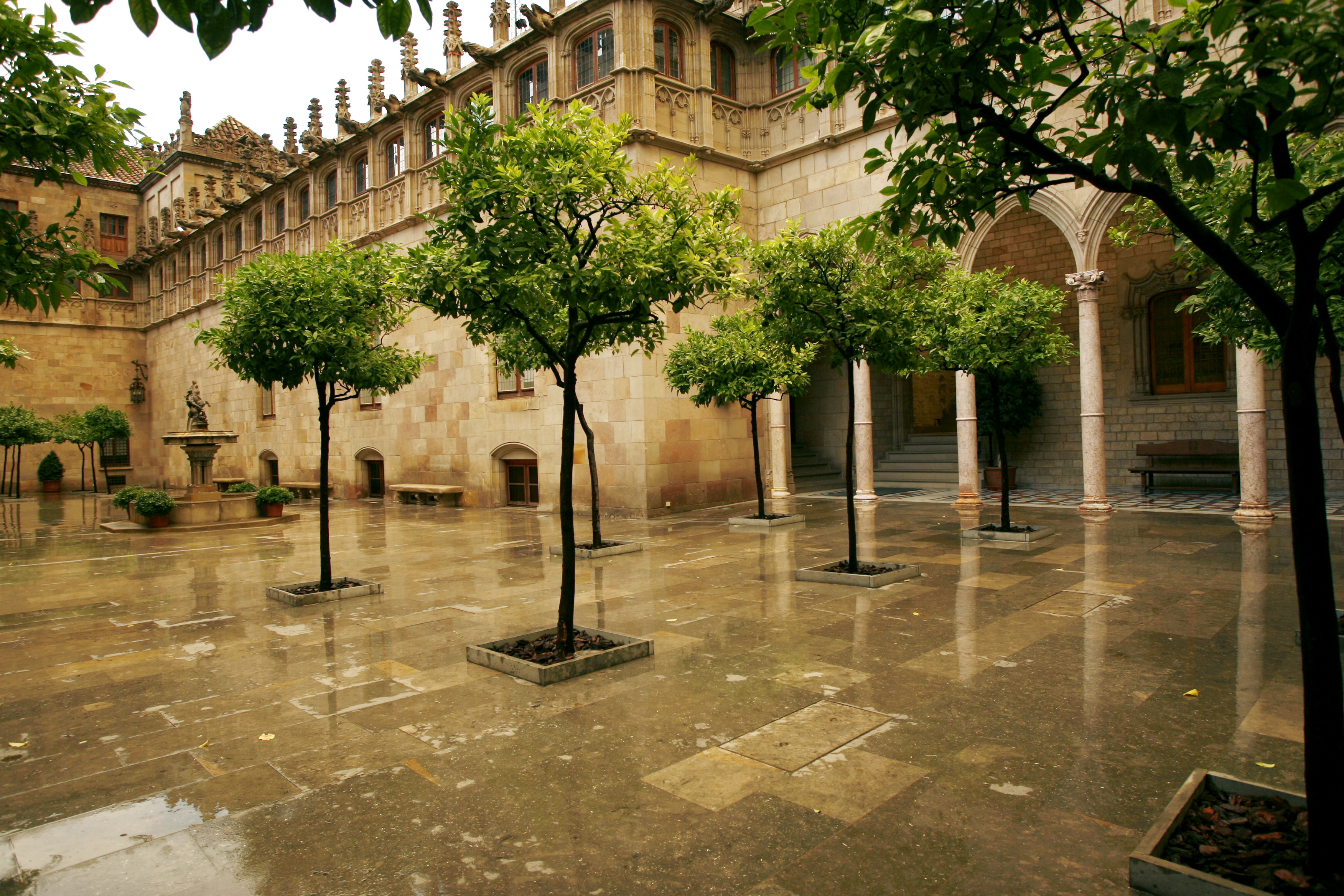
Vista general del pati dels tarongers

El Pati dels Tarongers és un cel obert pavimentat del Palau de la Generalitat de Catalunya que com el seu nom indica té diversos tarongers en els seus escocells individuals, com se solien posar en les cases nobles del Renaixement.

## Història
El seu origen és ser el centre de les noves edificacions del palau que es va iniciar a principis del segles xvi amb la intervenció de Pau Mateu, que va edificar els cossos del voltant i part central, intervenció que va continuar Tomàs Barsa. La primera plantació a l'hort del Palau va ser de 24 tarongers, el 28 de gener de 1534, durant el trienni de Dionís de Carcassona.

## Arquitectura
Entre les gàrgoles del pati dels tarongers hi ha personatges curiosos, com el turc, vinculat amb el perill de les incursions pirates del Mediterrani, i el macer, vestit d'època, que obria pas als diputats quan anaven cap a les reunions de les Corts.
Al centre del pati hi ha una font amb la imatge de Sant Jordi realitzada el 1926 per l'escultor Frederic Galcerà Alabart, restaurada el 2017 pel Centre de Restauració de Béns Mobles de Catalunya.
L'1 d'agost de 1918 s'hi va instal·lar un bust d'en Prat de la Riba, obra de Joan Borrell i Nicolau, en l'aniversari de la seva mort. El 1984 s'hi va instal·lar un bust de Francesc Macià fet per l'escultor Josep Maria Subirachs, que també és autor dels bustos de Lluís Companys, Josep Irla i Josep Tarradellas, instal·lats posteriorment en diverses parets del pati. En una paret hi ha un relleu que menciona a Berenguer de Cruïlles, primer president de la Generalitat.

## Usos del pati
És el lloc on el Govern de Catalunya feia la recepció del dia de Sant Jordi a personalitats del país amb una xocolatada amb xurros durant el temps que fou president en Jordi Pujol.

## Galeria

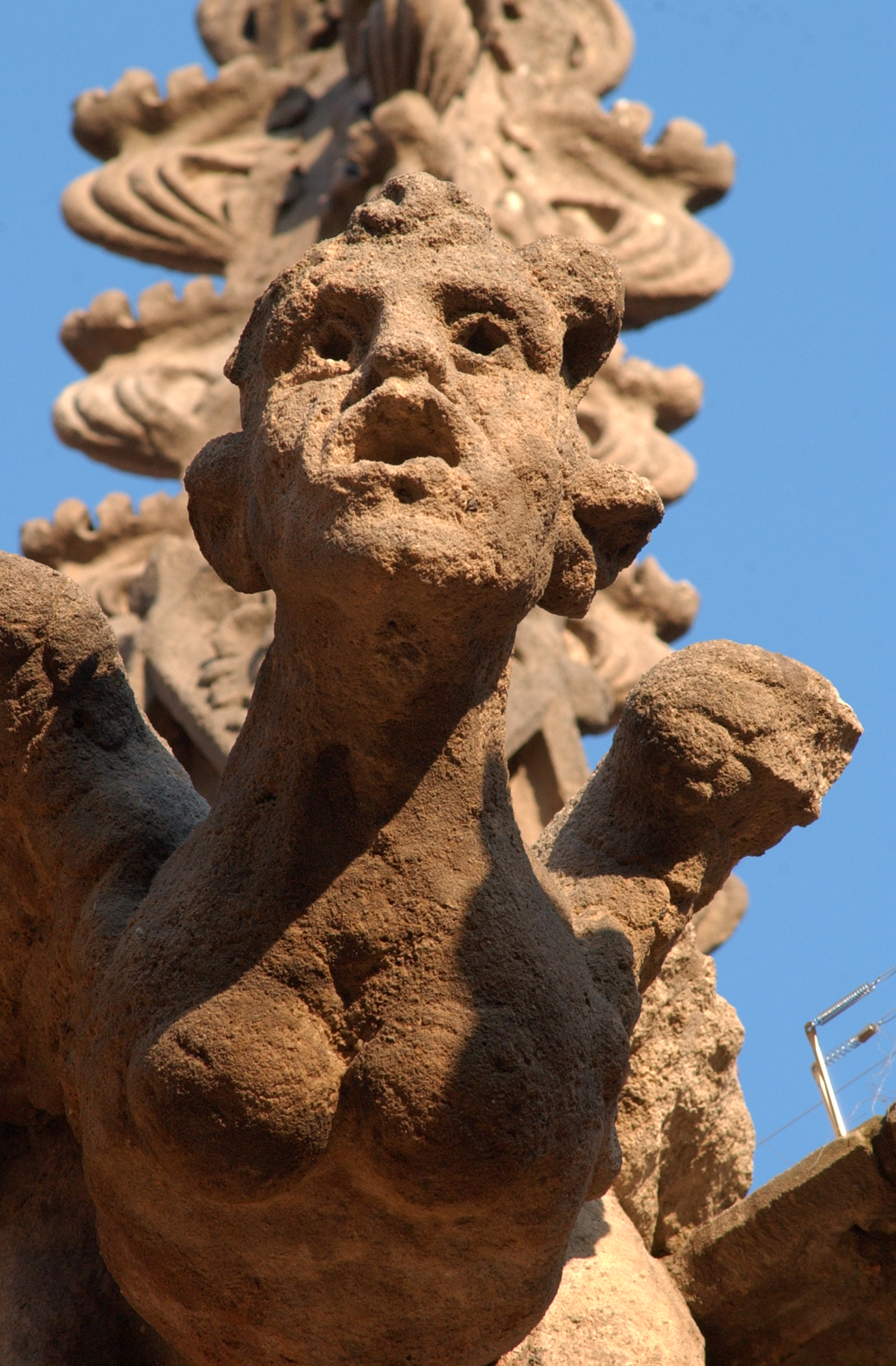
Un seguit de gàrgoles envolten el pati dels tarongers
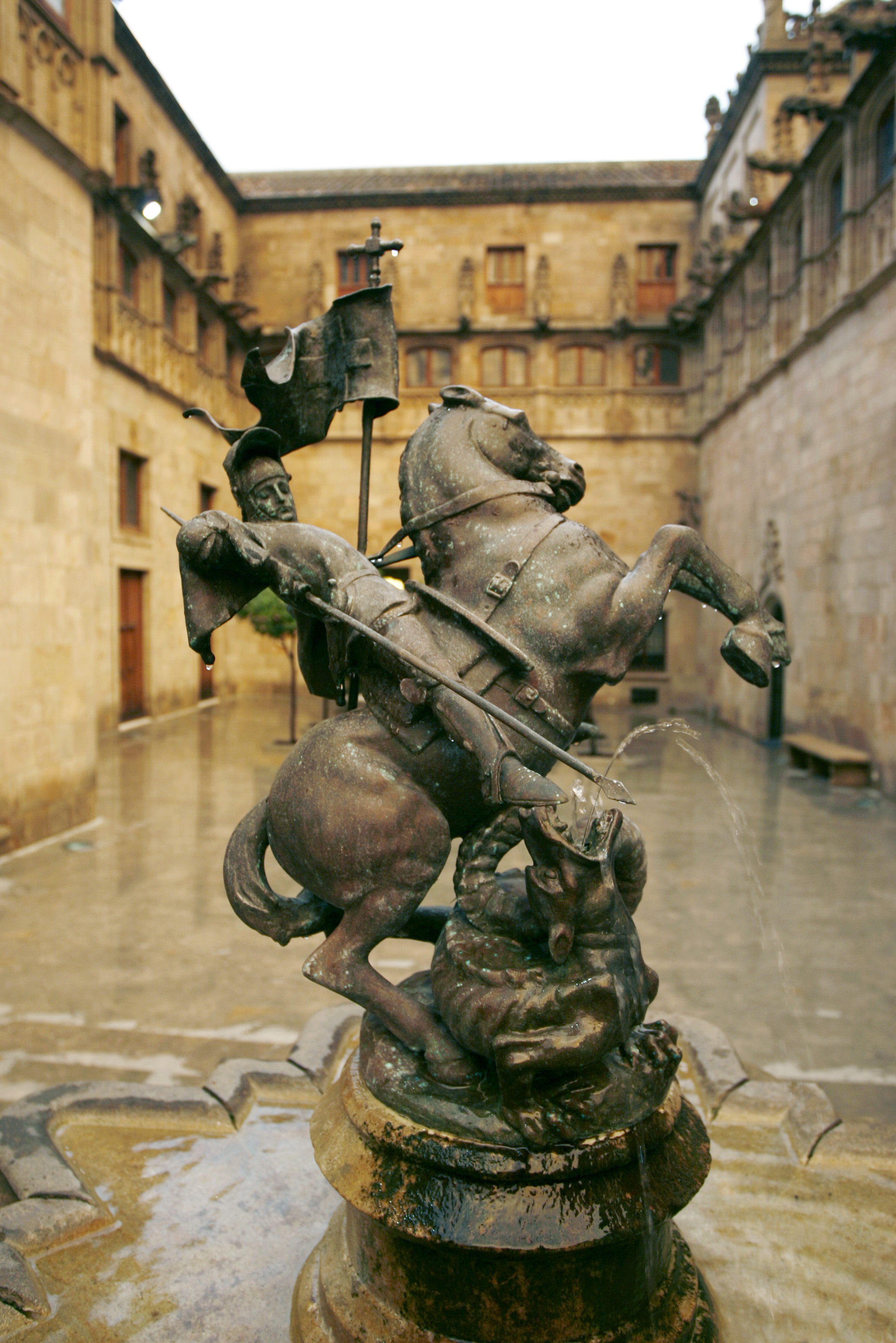
Estàtua de Sant Jordi matant el drac.
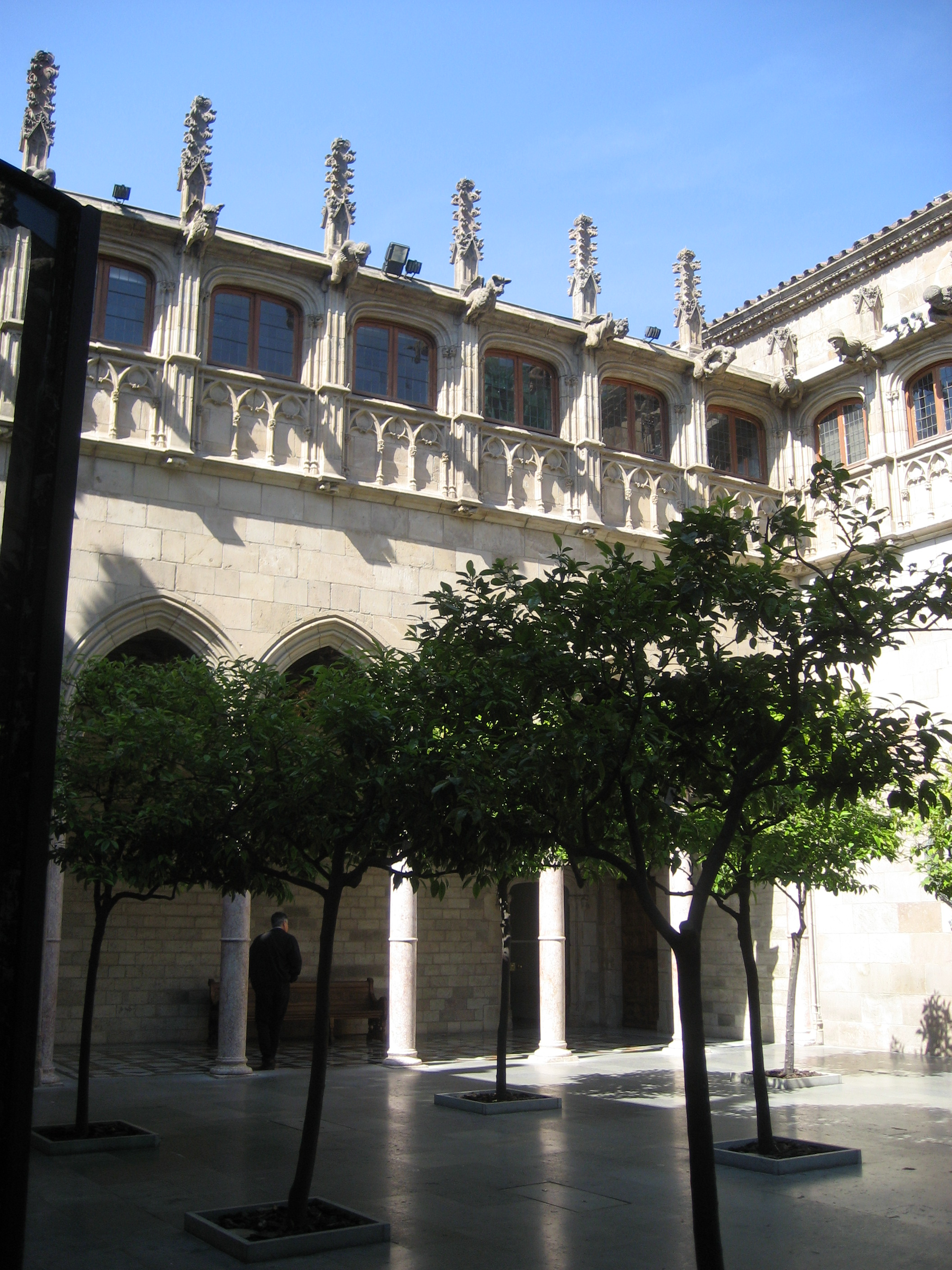
Vista general del pati.
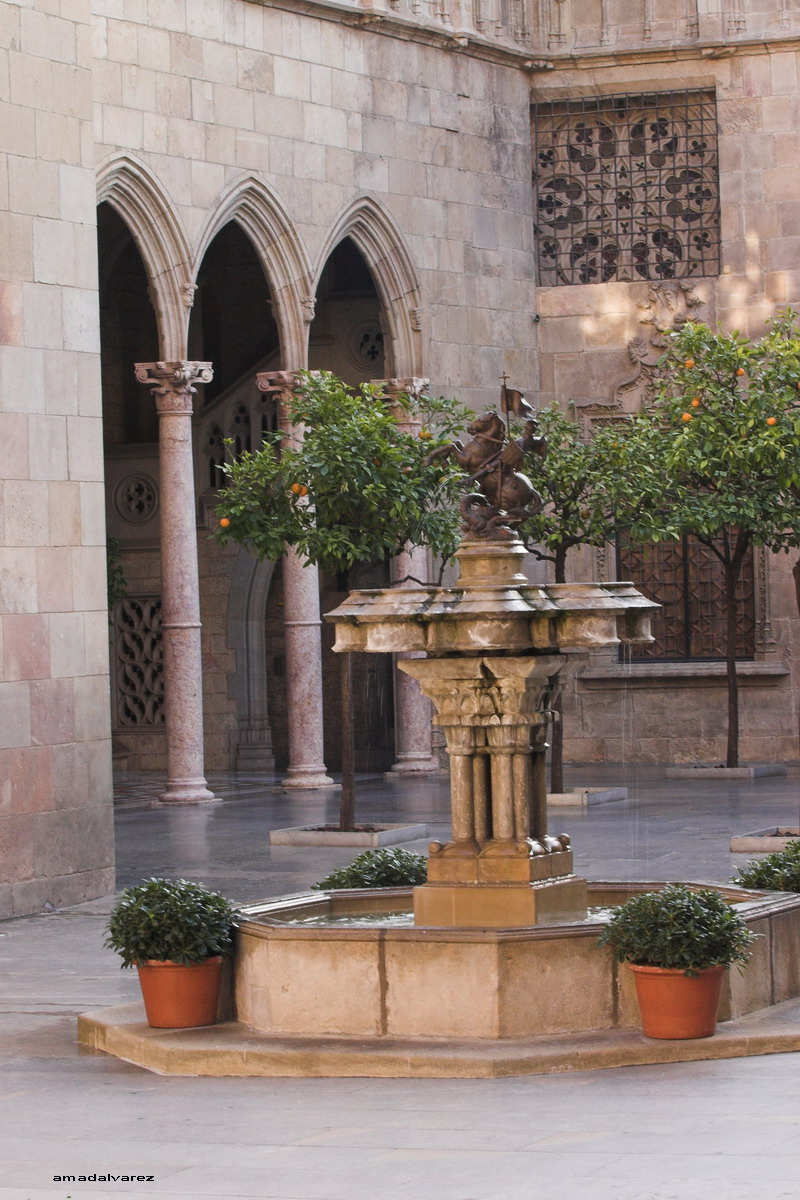
El pati del tarongers amb la font i el Sant Jordi de Frederic Galcerà.